# 布氏烧瓶

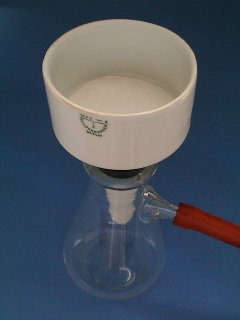
使用中的布氏漏斗和布氏烧瓶

布氏烧瓶，又称抽滤瓶、北里燒瓶（Kitasato flask，紀念北里柴三郎），是實驗室中使用的一种玻璃器皿，为烧瓶的一种。配合布氏漏斗过滤用。发明者为1907年诺贝尔化学奖获得者愛德華·畢希納。

## 外形
形状类似錐形瓶，但有两處不同：
1. 侧面有一个细颈，与真空泵连接。
2. 为了抗衡真空造成的负气压，布氏烧瓶的壁比錐形瓶要厚。

## 應用
由於抽濾瓶較其他玻璃錐形瓶厚，能抵禦較大的氣壓，因此常用作高於常壓或抗衡真空造成的負氣壓時的實驗儀器，量度反應體系的壓強隨時間的變化。細頸的一端接駁壓強傳感器記錄壓強，吸濾瓶則要以木塞密封。
例如CaCO3(s)⇌CaO(s)+CO2(g)反應中會釋放出二氧化碳，反應體系的氣壓就會隨反應時間長度而增加（由於吸濾瓶是密封的，二氧化碳不會逸走，壓力會漸漸上升）。